# Лопперсюм
Лопперсюм (нід. Loppersum) — село та колишній муніципалітет у провінції Гронінген, на північному сході Нідерландів. Входить до складу муніципалітету Емсделта.